# Samyda mexicana
Samyda mexicana är en videväxtart som beskrevs av Joseph Nelson Rose. Samyda mexicana ingår i släktet Samyda och familjen videväxter. Inga underarter finns listade i Catalogue of Life.